# Tarquinia (madre de Lucio Junio Bruto)
Tarquinia es un personaje semilegendario de la historia de la Antigua Roma que vivió durante los últimos años del periodo monárquico. Según Tito Livio, fue hermana de Tarquinio el Soberbio y madre de Lucio Junio Bruto. Aunque autores clásicos como Tito Livio o Dionisio de Halicarnaso la sitúan en la segunda generación de la dinastía Tarquinia, autores modernos la consideran hija o nieta de Tarquinio Prisco según inserten o no una generación entre los dos reyes de dicha dinastía.